# Brunettia orbiculatis
Brunettia orbiculatis är en tvåvingeart som beskrevs av Quate 1967. Brunettia orbiculatis ingår i släktet Brunettia och familjen fjärilsmyggor. Inga underarter finns listade i Catalogue of Life.